# Abhijeet Gupta
Abhijeet Gupta (ur. 16 października 1989 w Bhilwarze) – indyjski szachista, arcymistrz od 2008 roku.

## Kariera szachowa
Od 1998 r. wielokrotnie reprezentował Indie w mistrzostwach świata i Azji juniorów w różnych kategoriach wiekowych. Największy sukces w dotychczasowej karierze odniósł w 2008 r., zdobywając w Gaziantepie tytuł mistrza świata juniorów do 20 lat. Oprócz tego, w 2004 r. podzielił I m. w mistrzostwach Azji juniorów do 18 lat.
Normy arcymistrzowskie wypełnił na turniejach w Andorze (2006, dz. II m. za Igorem Chenkinem, wspólnie z m.in. Fernando Peraltą, Kevinem Spraggettem, Maximem Rodshteinem i Aleksandrem Delczewem), New Delhi (2007) i Lleidzie (2007, dz. III m. za Aleksandrem Delczewem i Vinayem Bhatem, wspólnie z Lewanem Aroszidze i Thomasem Lutherem).
Do innych jego indywidualnych sukcesów należą m.in. dz. II m. w Balaguerze (2006, za Aleksandrem Delczewem, wspólnie z Azerem Mirzojewem, Władimirem Bakłanem i Julio Grandą Zunigą), I m. w Nowym Delhi (2008, turniej Parsvnath International Open), dz. I m. w Kawali (2010, wspólnie z Adamem Tuchajewem), I m. w Dubaju (2011), I m. w Londynie (2011, turniej London Chess Classic Open), dz. I m. w Visakhapatnamie (2011, wspólnie z m.in. Henrikiem Danielsenem), I m. w Filadelfii (2012), I m. w Kawali (2012), dz. I m. w Al-Ajn (2013, wspólnie z m.in. Martynem Krawciwem), dz. II m. w Dżakarcie (2013, za Aleksiejem Driejewem, wspólnie z m.in. Nigelem Shgortem i Ołeksandrem Moisejenko), I m. w Gurgaonie (2014) oraz I m. w Taszkencie (2014, memoriał Gieorgija Agzamowa).
W 2011 r. uczestniczył w rozegranym w Chanty-Mansyjsku turnieju o Puchar Świata, w I i II rundzie wyeliminował Raufa Mamedowa i Samuela Shanklanda, natomiast w III przegrał z Bu Xiangzhi i odpadł z dalszej rywalizacji.
Wielokrotnie reprezentował Indie w turniejach drużynowych, m.in.:
- na olimpiadzie szachowej (w roku 2012); medalista: indywidualnie – srebrny (2012 – na IV szachownicy)[6],
- dwukrotnie na drużynowych mistrzostwach Azji (w latach 2008, 2012); dwukrotny medalista: wspólnie z drużyną – dwukrotnie srebrny (2008, 2012)[7],
- dwukrotnie na olimpiadach szachowych juniorów do 16 lat (w latach 2002, 2003); medalista: wspólnie z drużyną – brązowy (2003)[8].

Najwyższy ranking w dotychczasowej karierze osiągnął 1 października 2012 r., z wynikiem 2667 punktów zajmował wówczas 83. miejsce na światowej liście FIDE, jednocześnie zajmując 4. miejsce wśród indyjskich szachistów.
W roku 2013 został laureatem nagrody Arjuna Award.